# Альметьєвський район
Альметьєвський район (рос. Альметьевский район, тат. Әлмә́т районы́) — муніципальний район у складі Республіки Татарстан Російської Федерації.
Адміністративний центр — місто Альметьєвськ.

## Найбільші населені пункти
class="wikitable" style="font-size: 95 %"
| № | Назва н/п     | К-ть населення | Рік  |
| 1 | Альметьєвськ  | 149894         | 2014 |
| 2 | Нижня Мактама | 10045          | 2014 |
| 3 | Руський Акташ | 4187           | 2002 |
| 4 | Абдрахманово  | 1722           | 2014 |